# Coppa del Mondo di biathlon 2005
La Coppa del Mondo di biathlon 2005 fu la ventottesima edizione della manifestazione organizzata dall'Unione Internazionale Biathlon; ebbe inizio il 2 dicembre 2004 a Beitostølen, in Norvegia, e si concluse il 19 marzo 2005 a Chanty-Mansijsk, in Russia. Nel corso della stagione si tennero a Hochfilzen i Campionati mondiali di biathlon 2005, validi anche ai fini della Coppa del Mondo, il cui calendario non contemplò dunque interruzioni.
In campo maschile furono disputate 27 gare individuali e 5 a squadre, in 10 diverse località. Il norvegese Ole Einar Bjørndalen si aggiudicò sia la coppa di cristallo, il trofeo assegnato al vincitore della classifica generale, sia le Coppe di sprint, di partenza in linea (a pari merito con il francese Raphaël Poirée) e di individuale (a pari merito con il tedesco Michael Greis); il tedesco Sven Fischer vinse la Coppa di inseguimento. Poirée era il detentore uscente della Coppa generale.
In campo femminile furono disputate 27 gare individuali e 5 a squadre, in 10 diverse località. La francese Sandrine Bailly si aggiudicò sia la coppa di cristallo, sia la Coppa di inseguimento; la tedesca Kati Wilhelm vinse la Coppa di sprint, la russa Ol'ga Zajceva quella di partenza in linea e la sua connazionale Ol'ga Pylëva quella di individuale. Liv Grete Poirée era la detentrice uscente della Coppa generale.

## Uomini

### Risultati
| Data                                 | Località                  | Nazione  | Spec. | Primo                                                                      | Secondo                                                             | Terzo                                                                         |
| ------------------------------------ | ------------------------- | -------- | ----- | -------------------------------------------------------------------------- | ------------------------------------------------------------------- | ----------------------------------------------------------------------------- |
| 2 dicembre 2004                      | Beitostølen               | Norvegia | SP    | Ole Einar Bjørndalen                                                       | Nikolaj Kruglov                                                     | Raphaël Poirée                                                                |
| 4 dicembre 2004                      | Beitostølen               | Norvegia | PU    | Sven Fischer                                                               | Nikolaj Kruglov                                                     | Sergej Rožkov                                                                 |
| 5 dicembre 2004                      | Beitostølen               | Norvegia | RL    | Norvegia Halvard Hanevold Stian Eckhoff Egil Gjelland Ole Einar Bjørndalen | Germania Peter Sendel Ricco Groß Andreas Birnbacher Sven Fischer    | Russia Filipp Šul'man Nikolaj Kruglov Sergej Čepikov Sergej Rožkov            |
| 9 dicembre 2004                      | Oslo Holmenkollen         | Norvegia | IN    | Sven Fischer                                                               | Ole Einar Bjørndalen                                                | Tomasz Sikora                                                                 |
| 11 dicembre 2004                     | Oslo Holmenkollen         | Norvegia | SP    | Ole Einar Bjørndalen                                                       | Raphaël Poirée                                                      | Halvard Hanevold                                                              |
| 12 dicembre 2004                     | Oslo Holmenkollen         | Norvegia | PU    | Sven Fischer                                                               | Raphaël Poirée                                                      | Ole Einar Bjørndalen                                                          |
| 15 dicembre 2004                     | Östersund                 | Svezia   | SP    | Stian Eckhoff                                                              | Frode Andresen                                                      | Sergej Rožkov                                                                 |
| 17 dicembre 2004                     | Östersund                 | Svezia   | PU    | Egil Gjelland                                                              | Sergej Rožkov                                                       | Raphaël Poirée                                                                |
| 19 dicembre 2004                     | Östersund                 | Svezia   | MS    | Raphaël Poirée                                                             | Sergej Rožkov                                                       | Ivan Čerezov                                                                  |
| 6 gennaio 2005                       | Oberhof                   | Germania | RL    | Svezia David Ekholm Björn Ferry Mattias Nilsson Carl Johan Bergman         | Germania Daniel Graf Ricco Groß Sven Fischer Michael Greis          | Russia Sergej Rožkov Pavel Rostovcev Nikolaj Kruglov Ivan Čerezov             |
| 7 gennaio 2005                       | Oberhof                   | Germania | SP    | Sven Fischer                                                               | Frode Andresen                                                      | Egil Gjelland                                                                 |
| 9 gennaio 2005                       | Oberhof                   | Germania | PU    | Raphaël Poirée                                                             | Sven Fischer                                                        | Alexander Wolf                                                                |
| 13 gennaio 2005                      | Ruhpolding                | Germania | RL    | Norvegia Egil Gjelland Stian Eckhoff Halvard Hanevold Ole Einar Bjørndalen | Germania Alexander Wolf Ricco Groß Sven Fischer Michael Greis       | Austria Christoph Sumann Wolfgang Perner Wolfgang Rottmann Ludwig Gredler     |
| 15 gennaio 2005                      | Ruhpolding                | Germania | SP    | Ole Einar Bjørndalen                                                       | Raphaël Poirée                                                      | René-Laurent Vuillermoz                                                       |
| 16 gennaio 2005                      | Ruhpolding                | Germania | PU    | Ole Einar Bjørndalen                                                       | Lars Berger                                                         | Ricco Groß                                                                    |
| 19 gennaio 2005                      | Anterselva                | Italia   | IN    | Ole Einar Bjørndalen                                                       | Zhang Chengye                                                       | Nikolaj Kruglov                                                               |
| 21 gennaio 2005                      | Anterselva                | Italia   | SP    | Ole Einar Bjørndalen                                                       | Frode Andresen                                                      | Sven Fischer                                                                  |
| 23 gennaio 2005                      | Anterselva                | Italia   | PU    | Ole Einar Bjørndalen                                                       | Sergej Čepikov                                                      | Halvard Hanevold                                                              |
| 9 febbraio 2005                      | Torino Cesana San Sicario | Italia   | IN    | Michael Greis                                                              | Sergej Čepikov                                                      | Sergej Rožkov                                                                 |
| 11 febbraio 2005                     | Torino Cesana San Sicario | Italia   | SP    | Sergej Rožkov                                                              | Björn Ferry                                                         | Aljaksandr Syman                                                              |
| 13 febbraio 2005                     | Torino Cesana San Sicario | Italia   | RL    | Norvegia Frode Andresen Egil Gjelland Stian Eckhoff Halvard Hanevold       | Russia Ivan Čerezov Nikolaj Kruglov Sergej Čepikov Sergej Rožkov    | Germania Daniel Graf Sven Fischer Andreas Birnbacher Alexander Wolf           |
| 16 febbraio 2005                     | Pokljuka                  | Slovenia | SP    | Aljaksandr Syman                                                           | Sergej Rožkov                                                       | Andreas Birnbacher                                                            |
| 18 febbraio 2005                     | Pokljuka                  | Slovenia | PU    | Nikolaj Kruglov                                                            | Sergej Rožkov                                                       | Andreas Birnbacher                                                            |
| 20 febbraio 2005                     | Pokljuka                  | Slovenia | MS    | Ole Einar Bjørndalen                                                       | Raphaël Poirée                                                      | Stian Eckhoff                                                                 |
| Campionati mondiali di biathlon 2005 |                           |          |       |                                                                            |                                                                     |                                                                               |
| 5 marzo 2005                         | Hochfilzen                | Austria  | SP    | Ole Einar Bjørndalen                                                       | Sven Fischer                                                        | Ilmārs Bricis                                                                 |
| 6 marzo 2005                         | Hochfilzen                | Austria  | PU    | Ole Einar Bjørndalen                                                       | Sergej Čepikov                                                      | Sven Fischer                                                                  |
| 9 marzo 2005                         | Hochfilzen                | Austria  | IN    | Roman Dostál                                                               | Michael Greis                                                       | Ricco Groß                                                                    |
| 12 marzo 2005                        | Hochfilzen                | Austria  | RL    | Norvegia Halvard Hanevold Stian Eckhoff Egil Gjelland Ole Einar Bjørndalen | Russia Sergej Rožkov Nikolaj Kruglov Pavel Rostovcev Sergej Čepikov | Austria Daniel Mesotitsch Friedrich Pinter Wolfgang Rottmann Christoph Sumann |
| 13 marzo 2005                        | Hochfilzen                | Austria  | MS    | Ole Einar Bjørndalen                                                       | Sven Fischer                                                        | Raphaël Poirée                                                                |
| 16 marzo 2005                        | Chanty-Mansijsk           | Russia   | SP    | Sven Fischer                                                               | Aleh Ryžankoŭ                                                       | Halvard Hanevold                                                              |
| 17 marzo 2005                        | Chanty-Mansijsk           | Russia   | PU    | Ole Einar Bjørndalen                                                       | Andrij Deryzemlja                                                   | Tomasz Sikora                                                                 |
| 19 marzo 2005                        | Chanty-Mansijsk           | Russia   | MS    | Raphaël Poirée                                                             | Ole Einar Bjørndalen                                                | Sergej Rožkov                                                                 |

Legenda:

IN = individuale

SP = sprint

PU = inseguimento

MS = partenza in linea

RL = staffetta

### Classifiche

#### Generale
| Pos. | Nome                 | Nazione  | Punti |
| ---- | -------------------- | -------- | ----- |
| 1    | Ole Einar Bjørndalen | Norvegia | 923   |
| 2    | Sven Fischer         | Germania | 912   |
| 3    | Raphaël Poirée       | Francia  | 869   |
| 4    | Sergej Čepikov       | Russia   | 672   |
| 5    | Sergej Rožkov        | Russia   | 656   |
| 6    | Ricco Groß           | Germania | 645   |
| 7    | Vincent Defrasne     | Francia  | 625   |
| 8    | Nikolaj Kruglov      | Russia   | 603   |
| 9    | Michael Greis        | Germania | 594   |
| 10   | Stian Eckhoff        | Norvegia | 579   |

#### Sprint
| Pos. | Nome                 | Nazione  | Punti |
| ---- | -------------------- | -------- | ----- |
| 1    | Ole Einar Bjørndalen | Norvegia | 330   |
| 2    | Sven Fischer         | Germania | 323   |
| 3    | Raphaël Poirée       | Francia  | 277   |
| 4    | Sergej Čepikov       | Russia   | 247   |
| 5    | Sergej Rožkov        | Russia   | 236   |

#### Inseguimento
| Pos. | Nome                 | Nazione  | Punti |
| ---- | -------------------- | -------- | ----- |
| 1    | Sven Fischer         | Germania | 326   |
| 2    | Ole Einar Bjørndalen | Norvegia | 317   |
| 3    | Raphaël Poirée       | Francia  | 274   |
| 4    | Sergej Rožkov        | Russia   | 272   |
| 5    | Ricco Groß           | Germania | 250   |

#### Partenza in linea
| Pos. | Nome                 | Nazione  | Punti |
| ---- | -------------------- | -------- | ----- |
| 1    | Ole Einar Bjørndalen | Norvegia | 146   |
|      | Raphaël Poirée       | Francia  | 146   |
| 3    | Sven Fischer         | Germania | 123   |
| 4    | Tomasz Sikora        | Polonia  | 108   |
| 5    | Stian Eckhoff        | Norvegia | 103   |

#### Individuale
| Pos. | Nome                 | Nazione  | Punti |
| ---- | -------------------- | -------- | ----- |
| 1    | Ole Einar Bjørndalen | Norvegia | 130   |
|      | Michael Greis        | Germania | 130   |
| 3    | Sven Fischer         | Germania | 127   |
| 4    | Sergej Čepikov       | Russia   | 114   |
| 5    | Tomasz Sikora        | Polonia  | 104   |

#### Staffetta
| Pos. | Nazione  | Punti |
| ---- | -------- | ----- |
| 1    | Norvegia | 200   |
| 2    | Germania | 181   |
| 3    | Russia   | 178   |
| 4    | Austria  | 155   |
| 5    | Francia  | 151   |

#### Nazioni
| Pos. | Nazione  | Punti |
| ---- | -------- | ----- |
| 1    | Norvegia | 4889  |
| 2    | Germania | 4746  |
| 3    | Russia   | 4632  |
| 4    | Francia  | 4435  |
| 5    | Austria  | 4003  |

## Donne

### Risultati
| Data                                 | Località                  | Nazione  | Spec. | Prima                                                                      | Seconda                                                                                | Terza                                                                              |
| ------------------------------------ | ------------------------- | -------- | ----- | -------------------------------------------------------------------------- | -------------------------------------------------------------------------------------- | ---------------------------------------------------------------------------------- |
| 2 dicembre 2004                      | Beitostølen               | Norvegia | SP    | Uschi Disl                                                                 | Andrea Henkel                                                                          | Al'bina Achatova                                                                   |
| 4 dicembre 2004                      | Beitostølen               | Norvegia | PU    | Uschi Disl                                                                 | Ol'ga Pylëva                                                                           | Martina Glagow                                                                     |
| 5 dicembre 2004                      | Beitostølen               | Norvegia | RL    | Russia Al'bina Achatova Ol'ga Pylëva Anna Bogalij-Titovec Ol'ga Zajceva    | Germania Uschi Disl Katja Beer Kati Wilhelm Martina Glagow                             | Francia Delphyne Peretto Christelle Gros Florence Baverel-Robert Sandrine Bailly   |
| 9 dicembre 2004                      | Oslo Holmenkollen         | Norvegia | IN    | Martina Glagow                                                             | Svetlana Išmuratova                                                                    | Magdalena Gwizdoń                                                                  |
| 11 dicembre 2004                     | Oslo Holmenkollen         | Norvegia | SP    | Ol'ga Zajceva                                                              | Tadeja Brankovič Ol'ga Pylëva                                                          |                                                                                    |
| 12 dicembre 2004                     | Oslo Holmenkollen         | Norvegia | PU    | Sandrine Bailly                                                            | Ol'ga Zajceva                                                                          | Alena Zubrylava                                                                    |
| 16 dicembre 2004                     | Östersund                 | Svezia   | SP    | Sandrine Bailly                                                            | Ol'ga Zajceva                                                                          | Tadeja Brankovič                                                                   |
| 18 dicembre 2004                     | Östersund                 | Svezia   | PU    | Ol'ga Zajceva                                                              | Sandrine Bailly                                                                        | Ol'ga Pylëva                                                                       |
| 19 dicembre 2004                     | Östersund                 | Svezia   | MS    | Liv Grete Poirée                                                           | Ol'ga Zajceva                                                                          | Linda Tjørhom                                                                      |
| 6 gennaio 2005                       | Oberhof                   | Germania | RL    | Germania Uschi Disl Katrin Apel Andrea Henkel Kati Wilhelm                 | Russia Ol'ga Pylëva Julija Makarova Svetlana Išmuratova Ol'ga Zajceva                  | Slovenia Andreja Koblar Teja Gregorin Dijana Ravnikar Tadeja Brankovič             |
| 8 gennaio 2005                       | Oberhof                   | Germania | SP    | Linda Tjørhom                                                              | Uschi Disl                                                                             | Kati Wilhelm                                                                       |
| 9 gennaio 2005                       | Oberhof                   | Germania | PU    | Uschi Disl                                                                 | Kati Wilhelm                                                                           | Linda Tjørhom                                                                      |
| 12 gennaio 2005                      | Ruhpolding                | Germania | RL    | Russia Ol'ga Pylëva Anna Bogalij-Titovec Svetlana Išmuratova Ol'ga Zajceva | Germania Uschi Disl Katrin Apel Martina Glagow Kati Wilhelm                            | Norvegia Linda Tjørhom Tora Berger Gro Marit Istad Kristiansen Liv Grete Poirée    |
| 14 gennaio 2005                      | Ruhpolding                | Germania | SP    | Svetlana Černousova Ol'ga Pylëva                                           |                                                                                        | Martina Glagow                                                                     |
| 16 gennaio 2005                      | Ruhpolding                | Germania | PU    | Ol'ga Pylëva                                                               | Liu Xianying                                                                           | Linda Tjørhom                                                                      |
| 20 gennaio 2005                      | Anterselva                | Italia   | IN    | Alena Zubrylava                                                            | Anna Carin Olofsson                                                                    | Ol'ga Pylëva                                                                       |
| 22 gennaio 2005                      | Anterselva                | Italia   | SP    | Kati Wilhelm                                                               | Tora Berger                                                                            | Linda Tjørhom                                                                      |
| 23 gennaio 2005                      | Anterselva                | Italia   | PU    | Sandrine Bailly                                                            | Tora Berger                                                                            | Simone Hauswald                                                                    |
| 10 febbraio 2005                     | Torino Cesana San Sicario | Italia   | IN    | Anna Bogalij-Titovec                                                       | Ol'ga Pylëva                                                                           | Kati Wilhelm                                                                       |
| 12 febbraio 2005                     | Torino Cesana San Sicario | Italia   | SP    | Kati Wilhelm                                                               | Magdalena Gwizdoń                                                                      | Liu Xianying                                                                       |
| 13 febbraio 2005                     | Torino Cesana San Sicario | Italia   | RL    | Russia Ol'ga Pylëva Svetlana Išmuratova Anna Bogalij-Titovec Ol'ga Zajceva | Francia Delphyne Peretto Christelle Gros Anne-Laure Mignerey Condevaux Sandrine Bailly | Bielorussia Ekaterina Vinogradova Vol'ha Nazarava Ljudmila Anan'ka Alena Zubrylava |
| 17 febbraio 2005                     | Pokljuka                  | Slovenia | SP    | Sandrine Bailly                                                            | Kong Yingchao                                                                          | Gro Marit Istad Kristiansen                                                        |
| 19 febbraio 2005                     | Pokljuka                  | Slovenia | PU    | Sandrine Bailly                                                            | Kong Yingchao                                                                          | Ol'ga Zajceva                                                                      |
| 20 febbraio 2005                     | Pokljuka                  | Slovenia | MS    | Sandrine Bailly                                                            | Ol'ga Pylëva                                                                           | Kati Wilhelm                                                                       |
| Campionati mondiali di biathlon 2005 |                           |          |       |                                                                            |                                                                                        |                                                                                    |
| 5 marzo 2005                         | Hochfilzen                | Austria  | SP    | Uschi Disl                                                                 | Ol'ga Zajceva                                                                          | Alena Zubrylava                                                                    |
| 6 marzo 2005                         | Hochfilzen                | Austria  | PU    | Uschi Disl                                                                 | Liu Xianying                                                                           | Ol'ga Zajceva                                                                      |
| 8 marzo 2005                         | Hochfilzen                | Austria  | IN    | Andrea Henkel                                                              | Sun Ribo                                                                               | Linda Tjørhom                                                                      |
| 11 marzo 2005                        | Hochfilzen                | Austria  | RL    | Russia Ol'ga Pylëva Svetlana Išmuratova Anna Bogalij-Titovec Ol'ga Zajceva | Germania Uschi Disl Katrin Apel Andrea Henkel Kati Wilhelm                             | Bielorussia Ekaterina Vinogradova Vol'ha Nazarava Ljudmila Anan'ka Alena Zubrylava |
| 13 marzo 2005                        | Hochfilzen                | Austria  | MS    | Gro Marit Istad Kristiansen                                                | Anna Carin Olofsson                                                                    | Ol'ga Pylëva                                                                       |
| 16 marzo 2005                        | Chanty-Mansijsk           | Russia   | SP    | Katrin Apel                                                                | Svetlana Išmuratova                                                                    | Simone Hauswald                                                                    |
| 17 marzo 2005                        | Chanty-Mansijsk           | Russia   | PU    | Kati Wilhelm                                                               | Sandrine Bailly                                                                        | Ol'ga Zajceva                                                                      |
| 19 marzo 2005                        | Chanty-Mansijsk           | Russia   | MS    | Ol'ga Zajceva                                                              | Kati Wilhelm                                                                           | Anna Bogalij-Titovec                                                               |

Legenda:

IN = individuale

SP = sprint

PU = inseguimento

MS = partenza in linea

RL = staffetta

### Classifiche

#### Generale
| Pos. | Nome                | Nazione     | Punti |
| ---- | ------------------- | ----------- | ----- |
| 1    | Sandrine Bailly     | Francia     | 847   |
| 2    | Kati Wilhelm        | Germania    | 833   |
| 3    | Ol'ga Pylëva        | Russia      | 830   |
| 4    | Ol'ga Zajceva       | Russia      | 752   |
| 5    | Uschi Disl          | Germania    | 659   |
| 6    | Liu Xianying        | Cina        | 627   |
| 7    | Alena Zubrylava     | Bielorussia | 557   |
| 8    | Katrin Apel         | Germania    | 523   |
| 9    | Linda Tjørhom       | Norvegia    | 490   |
| 10   | Anna Carin Olofsson | Svezia      | 474   |

#### Sprint
| Pos. | Nome            | Nazione  | Punti |
| ---- | --------------- | -------- | ----- |
| 1    | Kati Wilhelm    | Germania | 305   |
| 2    | Sandrine Bailly | Francia  | 294   |
| 3    | Ol'ga Zajceva   | Russia   | 292   |
| 4    | Uschi Disl      | Germania | 282   |
| 5    | Ol'ga Pylëva    | Russia   | 266   |

#### Inseguimento
| Pos. | Nome            | Nazione  | Punti |
| ---- | --------------- | -------- | ----- |
| 1    | Sandrine Bailly | Francia  | 322   |
| 2    | Ol'ga Pylëva    | Russia   | 298   |
| 3    | Ol'ga Zajceva   | Russia   | 290   |
| 4    | Kati Wilhelm    | Germania | 281   |
| 5    | Uschi Disl      | Germania | 247   |

#### Partenza in linea
| Pos. | Nome            | Nazione  | Punti |
| ---- | --------------- | -------- | ----- |
| 1    | Ol'ga Zajceva   | Russia   | 136   |
| 2    | Ol'ga Pylëva    | Russia   | 129   |
| 3    | Kati Wilhelm    | Germania | 126   |
| 4    | Sandrine Bailly | Francia  | 110   |
| 5    | Liu Xianying    | Cina     | 94    |

#### Individuale
| Pos. | Nome                | Nazione  | Punti |
| ---- | ------------------- | -------- | ----- |
| 1    | Ol'ga Pylëva        | Russia   | 123   |
| 2    | Martina Glagow      | Germania | 115   |
| 3    | Svetlana Išmuratova | Russia   | 104   |
| 4    | Sandrine Bailly     | Francia  | 90    |
| 5    | Anna Carin Olofsson | Svezia   | 89    |

#### Staffetta
| Pos. | Nazione     | Punti |
| ---- | ----------- | ----- |
| 1    | Russia      | 200   |
| 2    | Germania    | 188   |
| 3    | Norvegia    | 163   |
| 4    | Francia     | 159   |
| 5    | Bielorussia | 150   |

#### Nazioni
| Pos. | Nazione  | Punti |
| ---- | -------- | ----- |
| 1    | Russia   | 4910  |
| 2    | Germania | 4815  |
| 3    | Norvegia | 4367  |
| 4    | Francia  | 4206  |
| 5    | Cina     | 4012  |